# بطولة آسيا تحت 17 سنة لكرة القدم 1998
بطولة آسيا تحت 17 سنة لكرة القدم 1994

## المتأهلون
- المجموعة 1 :  عمان
- المجموعة 2 :  إيران
- المجموعة 3 :  البحرين
- المجموعة 4 :  كوريا الشمالية
- المجموعة 5 :  بنغلاديش
- المجموعة 6 :  العراق
- المجموعة 7 :  كوريا الجنوبية
- المجموعة 8 :  اليابان
- المجموعة 9 :  تايلاند
- المستضيف:  قطر

## مرحلة المجموعات
أقيمت جميع المباريات في ملعب العربي, في الدوحة، قطر

### المجموعة أ
| المنتخب        | نقاط | لعب | فوز | تعادل | هزيمة | له | عليه |
| -------------- | ---- | --- | --- | ----- | ----- | -- | ---- |
| قطر            | 10   | 4   | 3   | 1     | 0     | 9  | 3    |
| تايلاند        | 7    | 4   | 2   | 1     | 1     | 6  | 6    |
| العراق         | 6    | 4   | 2   | 0     | 2     | 9  | 4    |
| كوريا الشمالية | 6    | 4   | 2   | 0     | 2     | 5  | 6    |
| إيران          | 0    | 4   | 0   | 0     | 4     | 1  | 11   |

3 سبتمبر
| قطر | 4 - 0 | إيران |

4 سبتمبر
| العراق | 3 - 0 | كوريا الشمالية |

5 سبتمبر
| إيران | 1 - 2 | تايلاند |

6 سبتمبر
| قطر | 3 - 2 | كوريا الشمالية |

8 سبتمبر
| تايلاند | 3 - 2 | العراق |

| كوريا الشمالية | 1 - 0 | إيران |

9 سبتمبر
| قطر | 1 - 0 | العراق |

10 سبتمبر
| تايلاند | 0 - 2 | كوريا الشمالية |

11 سبتمبر
| إيران | 0 - 4 | العراق |

12 سبتمبر
| تايلاند | 1 - 1 | قطر |

### المجموعة ب
| المنتخب        | نقاط | لعب | فوز | تعادل | هزيمة | له | عليه |
| -------------- | ---- | --- | --- | ----- | ----- | -- | ---- |
| البحرين        | 9    | 4   | 3   | 0     | 1     | 9  | 6    |
| كوريا الجنوبية | 9    | 4   | 3   | 0     | 1     | 8  | 6    |
| اليابان        | 7    | 4   | 2   | 1     | 1     | 8  | 6    |
| بنغلاديش       | 2    | 4   | 0   | 2     | 2     | 4  | 7    |
| عمان           | 1    | 4   | 0   | 1     | 3     | 3  | 7    |

4 سبتمبر
| عمان | 1 - 1 | بنغلاديش |

| اليابان | 1 - 2 | كوريا الجنوبية |

5 سبتمبر
| بنغلاديش | 0 - 2 | البحرين |

6 سبتمبر
| كوريا الجنوبية | 1 - 0 | عمان |

7 سبتمبر
| البحرين | 1 - 2 | اليابان |

8 سبتمبر
| بنغلاديش | 1 - 2 | كوريا الجنوبية |

9 سبتمبر
| اليابان | 3 - 1 | عمان |

10 سبتمبر
| البحرين | 4 - 3 | كوريا الجنوبية |

11 سبتمبر
| اليابان | 2 - 2 | بنغلاديش |

12 سبتمبر
| البحرين | 2 - 1 | عمان |

## المرحلة النهائية

### نصف النهائي
15 سبتمبر
| قطر | 2 - 1 | كوريا الجنوبية |

| البحرين | 0 - 6 | تايلاند |

### تحديد المركز الثالث
17 سبتمبر
| البحرين | 5 - 1 | كوريا الجنوبية |

### النهائي
17 سبتمبر
| تايلاند | 1 - 1 (3-2)بركلات الترجيح | قطر |

## البطل
| بطل بطولة آسيا لكرة القدم للناشئين تحت 17 سنة 1998 |
| -------------------------------------------------- |
| · تايلاند · للمرة الأولى                           |

## المنتخبات المتأهلة إلىكأس العالم للشباب تحت 17 سنة 1999
- تايلاند
- قطر
- لعبت البحرين ضد أستراليا (صاحبة المركز الأول في بطولة أوقيانوسيا للناشئين تحت 17 سنة 1999) المقامة في نيوزيلندا.

### خروج المغلوب
14 أغسطس كانبرا، أستراليا
| أستراليا | 2 - 1 | البحرين |

27 أغسطس المنامة، البحرين
| البحرين | 0 - 1 | أستراليا |

- تأهل منتخب أستراليا بمجموع 3-1.

## المرجع
- rsssf.com